# Палиця Геркулеса

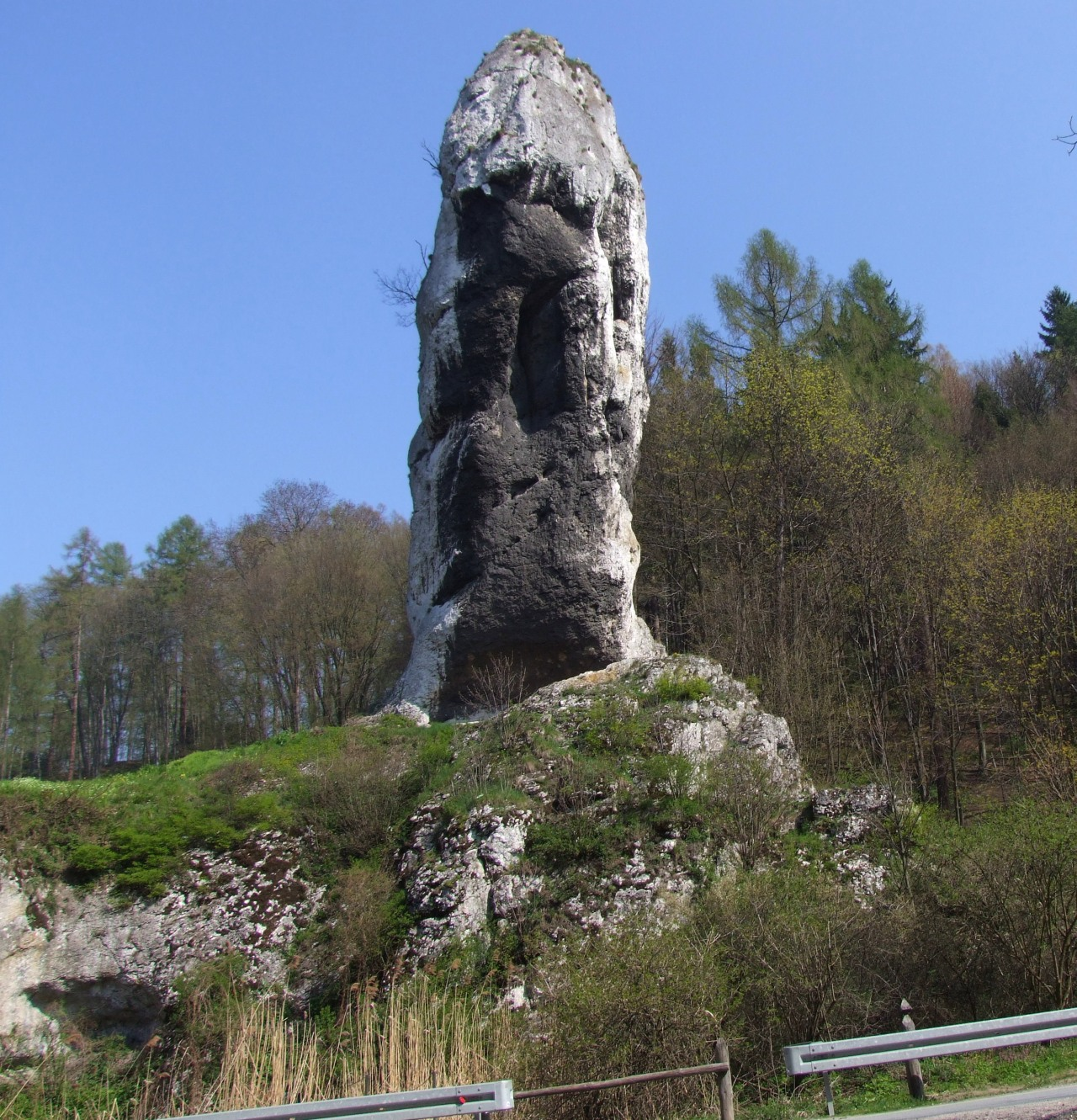
Скеля «Фортеп'ян» і скеля, що стоїть на ній, «Палиця Геркулеса»

Палиця Геркулеса (пол. Maczuga Herkulesa) — найменування скелі, яка знаходиться у Польщі біля замку Пєскова-Скеля в адміністративних межах населеного пункту Сулошова однойменної сільської гміни Краківського повяту Малопольського воєводства. Знаходиться на території Ойцовського національного парку.
Палиця Геркулеса розташовується в нижній частині тераси скелі під найменуванням «Фортепіано». Висота Палиці Геркулеса становить 25 м. Скеля є характерним елементом ландшафту долини Прондник. Утворилася в результаті дії карстових водяних потоків і складається з вапняку, стійкого до атмосферних дій.
Уперше на вершину скелі піднявся скелелаз Леон Вітек з Катовиць в 1933 році. На згадку про це на вершині скелі було встановлено невелике залізне розп'яття.
Біля скелі проходить піший туристичний маршрут, що закінчується в місті Ойцув.
Найменування
Нині скеля носить назву «Палиця Геркулеса». У минулому скеля носила назви «Палиця Крака», «Соколя-Скеля» і «Чарчя-скеля», кожна з яких була пов'язана з певною легендою.
- Палиця Крака. Найменування було пов'язане з легендарним краківським князем Краком, який убив дракона своєю палицею, а потім поставив її в Ойцовській (батьківській) долині в нагадування ворогам, що бажали захопити Краків.
- Соколя-Скеля (Соколина Скеля). У вежі замку Пєскова-Скеля перебував в ув'язненні кріпак з довколишнього села. Цей кріпак був звинувачений в тому, що не міг працювати через травму ноги. Чоловік просив охоронців відпустити його з темниці, тому що його сім'я знаходилася у великій нужді. Охоронець поставив селянинові умову — принести йому пташеня з соколиного гнізда, яке знаходилося на вершині скелі біля замку. Через декілька днів, коли ув'язнений втратив усяку надію виконати умову, в камеру прилетіло декілька десятків соколів і, схопивши своїми лапами чоловіка, перенесли його до соколиного гнізда на скелі, після чого чоловік зміг узяти пташеня. Соколи перенесли кріпосного назад до камери замку і здивований охоронець був вимушений і виконати свою обіцянку випустити батька родини.
- Чарчя-скеля (Чортова Скеля) або «Скеля Твардовського». Найменування пов'язане з героєм польських казок і легенд паном Твардовським. Під час правління останніх представників князівського роду Пястів жила деяка людина на ім'я «пан Твардовський», який, щоб набути надприродні здібності, вступив в угоду з дияволом. Однією з умов, яку виставив дияволові Твардовський було перенести величезну скелю в Долину Прондник і встановити її на вузькій вершині.